# Enchant
Enchant ist eine Progressive-Rockband aus den USA. Stilistisch wird die Band mit Saga oder Marillion verglichen, ihr Stil ist dabei besonders melodiebasiert. Kennzeichnend an ihrer Musik sind zudem das virtuose Bassspiel von Ed Platt sowie Ted Leonards Gesang, der teilweise an Steve Walsh von Kansas erinnert. Ihre Texte setzen sich kritisch mit der Gesellschaft auseinander und verarbeiten persönliche Erlebnisse der Bandmitglieder (z. B. Sinking Sand).
Gegründet wurde Enchant bereits 1989, ihr Debütalbum A Blueprint Of The World erschien jedoch erst vier Jahre später. Hilfe bekamen die Kalifornier damals von Steve Rothery, dem Gitarristen der Gruppe Marillion. Das Werk wurde von der Fachpresse wohlwollend aufgenommen und gilt heute als eines ihrer beliebtesten.
Enchant haben ihr neuntes Studioalbum, The Great Divide, nach über 10-jähriger Schaffenspause am 29. September 2014 veröffentlicht.
Mehrere Mitglieder der Band sind auch in anderen Formationen aktiv, so z. B. Sänger Ted Leonard bei Spock’s Beard oder Keyboarder Bill Jenkins bei Sound of Contact.
Im Herbst 2015 kamen sie nach einem Jahrzehnt wieder nach Westeuropa und spielten einige Konzerte.
Alle Bandmitglieder gehen einer festen Tätigkeit nach.

## Diskografie
- A Blueprint of the World (1993)
- Wounded (1996)
- Time Lost (1997)
- Break (1998)
- Juggling 9 or Dropping 10 (2000)
- Blink of an Eye (2002)
- Tug of War (2003)
- Live at Last (2004 - CD und DVD)
- The Great Divide (29. September 2014)
- A Dream Imagined - The Complete Collection 1993-2014 (2018)